# Jason Montgomery
Jason Montgomery es un actor australiano conocido por haber interpretado a Decker Simpson en la serie Underbelly: Badness.

## Biografía
En 1995 se graduó de la prestigiosa escuela australiana National Institute of Dramatic Art, "NIDA" con un grado en actuación.
Jason está casado con Emily Montgomery, la pareja tiene dos hijos Ivy y Baxter Montgomery.

## Carrera
En 1998 apareció como invitado en la serie Wildside donde dio vida a un guardia de seguridad durante el episodio # 1.10, un año después en 1999 volvió a aparecer en la serie ahora interpretando a Barry Armstrong durante el décimo cuarto episodio de la segunda temporada de la serie.
En el 2012 se unió al elenco principal de la serie Underbelly: Badness donde interpretó al criminal Brett "Decker" Simpson, el encargado del asesinato del criminal Anthony "Rooster" Perish (Jonathan LaPaglia).
El 29 de junio del 2016 se unió al elenco invitado de la popular serie australiana Home and Away donde interpreta al criminal Kevin Arthur "Spike" Lowe, hasta ahora. Anteriormente había aparecido por primera vez en la serie en el 2004 donde dio vida durante dos episodios al oficial de la policía Mike Jones, encargado de vigilar a la criminal Sarah Lewis (Luisa Hastings-Edge). El 10 de julio del 2013 apareció nuevamente como invitado en la serie, ahora interpretando a Patrick Kingsley, el padre de Tamara Kingsley (Kelly Paterniti), hasta el 11 de julio del mismo año.

## Filmografía

### Series de televisión
| Año             | Serie                  | Personaje                 | Notas                                  |
| --------------- | ---------------------- | ------------------------- | -------------------------------------- |
| 2016 - presente | Home and Away          | Kevin Arthur "Spike" Lowe | 7 episodios                            |
| 2015            | House of Hancock       | Colin Pace                | episodio # 1.1 - miniserie             |
| 2014            | A Place to Call Home   | Adam Farrell              | 4 episodios                            |
| 2013            | Home and Away          | Patrick Kingsley          | 2 episodios                            |
| 2012            | Underbelly: Badness    | Brett "Decker" Simpson    | 7 episodios                            |
| 2011            | Wild Boys              | Sid                       | episodio # 1.12                        |
| 2010            | Rake                   | Oficial de Policía        | episodio "R vs Tanner"                 |
| 2008            | The Strip              | Shaun Douglas             | episodio # 1.2                         |
| 2004            | Home and Away          | Mike Jones                | 2 episodios                            |
| 2003            | White Collar Blue      | Chris                     | episodio # 2.4                         |
| 2002            | Don't Blame the Koalas | Reportero de Dopey        | episodio "The Monster of Wallaby Park" |
| 2002            | All Saints             | David Sutton              | episodio "No Respite"                  |
| 1999            | Wildside               | Barry Armstrong           | episodio # 2.14                        |
| 1997            | Big Sky                | Oficial                   | episodio "No Turning Back"             |
| 1996            | Police Rescue          | Hartford                  | 2 episodios                            |

### Películas
| Año  | Título          | Personaje | Notas                                                                                               |
| ---- | --------------- | --------- | --------------------------------------------------------------------------------------------------- |
| 2015 | Talk to Someone | Dan       | corto - junto a Josef Ber, Vanessa Buckley, Cheree Cassidy, Yure Covich, Aaron Glenane y Tom Oakley |

### Teatro[5]
| Año  | Obra                     | Personaje | Director         | Teatro                | Notas                                                                           |
| ---- | ------------------------ | --------- | ---------------- | --------------------- | ------------------------------------------------------------------------------- |
| 2006 | Singing the Lonely Heart | -         | Alex Galeazzi    | New Theatre           | junto a Abigail Austin, Peter Flett, Elaine Hudson, Rebekah Moore y Jane Phegan |
| 1999 | The Merchant of Venice   | Lorenzo   | Richard Wherrett | His Majesty's Theatre | junto a Caroline Brazier, Odile Le Clezio, Rhett Walton y Felix Williamson      |
| 1996 | The Life of Galileo      | -         | Richard Wherrett | Drama Theatre         | junto a John Allen, Jonathan Hardy, John Howard, Anthony Phelan y Brian Vriends |

## Premios y nominaciones
| Año  | Categoría                   | Premio               | Serie               | Resultado |
| ---- | --------------------------- | -------------------- | ------------------- | --------- |
| 2013 | Most Outstanding New Talent | Graham Kennedy Award | Underbelly: Badness | Nominado  |